# 一柳直頼
一柳 直頼（ひとつやなぎ なおより）は、江戸時代前期の大名。伊予国小松藩初代藩主。

## 生涯
慶長7年（1602年）7月23日、伊勢神戸藩主（のち伊予西条藩主）一柳直盛の三男として、伊勢神戸に生まれる。
大坂の陣では人質として江戸に留められた。元和4年（1618年）、徳川秀忠に初謁。徳川家光の上洛のたびごとに、父とともに随行している。寛永10年（1633年）には父や兄とともに、九鬼久隆転封後の鳥羽城守衛を命じられている。
寛永13年（1636年）、西条に入封する途次に父が没し、遺領6万8600石が3人の子で分割された際に、直頼は1万石を相続。周布郡新屋敷村に陣屋（小松陣屋）を構え、小松藩を立藩した。小松の地名は、陣屋付近に背の低い松が群生していたことに由来するという。
その後の藩政においては、小松陣屋町の構築や家臣団の編成、三嶋神社や仏心寺建立などを積極的に行なうなどして藩政の確立を目指した。
正保2年（1645年）4月28日、江戸で死去。享年44。跡を長男・直治が継いだ。
遠見山に葬られ、直治が菩提寺として佛心寺を建立した。

## 系譜
- 父：一柳直盛（1564-1636）
- 母：常法院
- 正室：高橋元種の娘
- 継室：青龍院 - 小出吉親の娘
  - 長男：一柳直治（1642-1716）
- 生母不明の子女
  - 次男：小出吉直